# Lingdong Shuiku
Lingdong Shuiku (kinesiska: 灵东水库) är en reservoar i Kina. Den ligger i den autonoma regionen Guangxi, i den södra delen av landet, omkring 120 kilometer öster om regionhuvudstaden Nanning. Lingdong Shuiku ligger 91 meter över havet. Arean är 4,8 kvadratkilometer. I omgivningarna runt Lingdong Shuiku växer i huvudsak städsegrön lövskog. Den sträcker sig 4,9 kilometer i nord-sydlig riktning, och 3,9 kilometer i öst-västlig riktning.
Genomsnittlig årsnederbörd är 2 386 millimeter. Den regnigaste månaden är juli, med i genomsnitt 436 mm nederbörd, och den torraste är januari, med 40 mm nederbörd.